# Gottlieb Branz

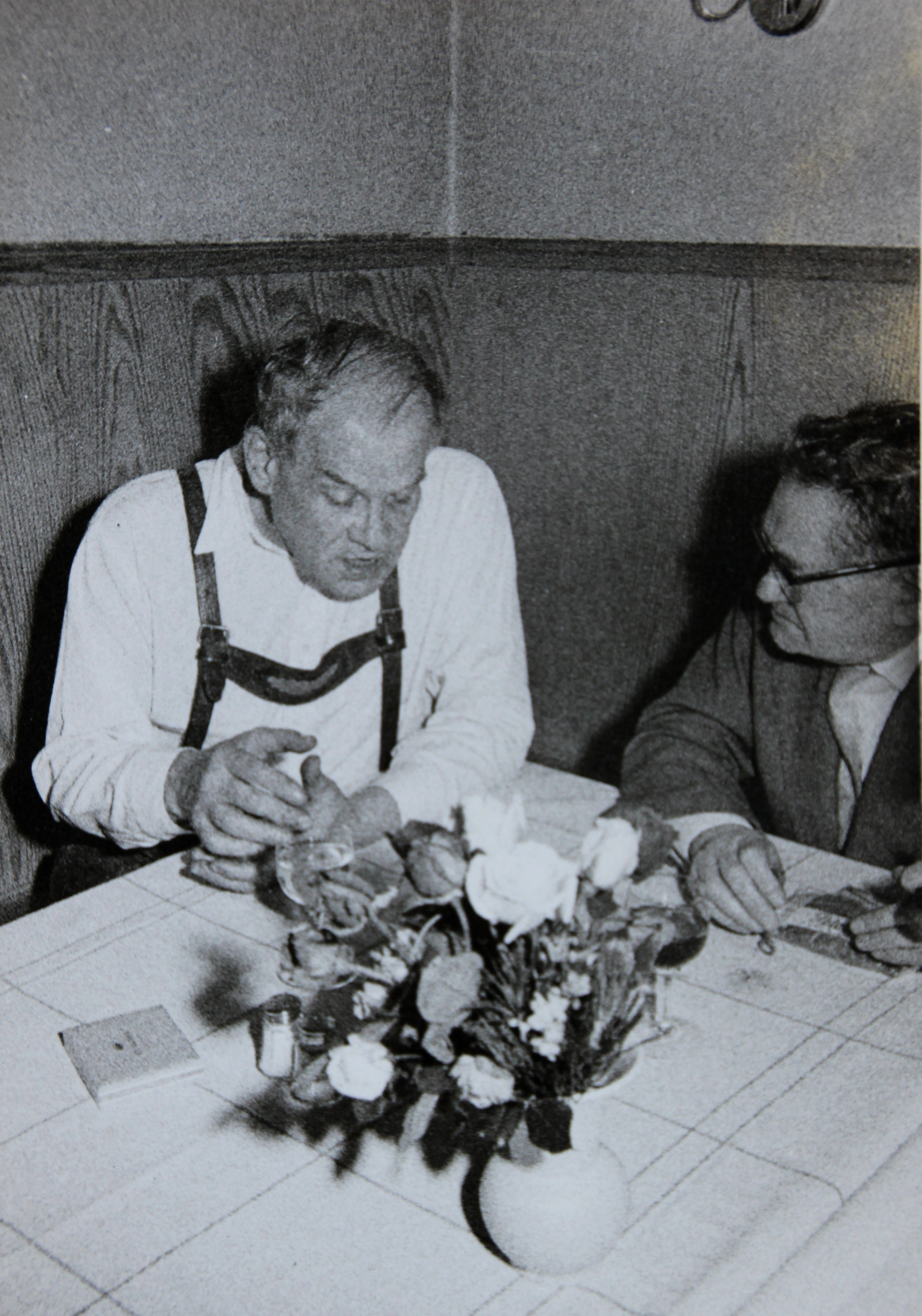
Oskar Maria Graf mit Gottlieb Branz (rechts), 1958.

Gottlieb Branz (* 13. September 1896 in München; † 26. September 1972 ebenda) war ein deutscher Bibliothekar, Kommunalpolitiker (SPD), Widerstandskämpfer gegen das NS-Regime und Häftling im KZ Buchenwald und KZ Dachau.

## Leben
Branz war von Beruf Exportkaufmann und wurde im Jahr 1912 Mitglied der SPD. Nach dem Ersten Weltkrieg wurde er als Bibliothekar tätig. Zur Zeit der Weimarer Republik arbeitete Branz in der Münchner Gewerkschaftsbibliothek. Zudem war er SPD-Sektionsführer in München-Obergiesing 1. Verheiratet war er mit Lotte, die sich ebenfalls bei der SPD betätigte.
Nach der Machtergreifung der Nationalsozialisten verteidigte er am 8. und 9. März 1933 das Gewerkschaftshaus in München gegen die Angriffe der Nationalsozialisten. Branz wurde bald danach von Juni bis Oktober 1933 im KZ Dachau festgesetzt. Danach war er zeitweise arbeitslos und schlug sich später als Vertreter für Zigaretten durch und beteiligte sich am illegalen Widerstand gegen das NS-Regime. So arbeitete er gemeinsam mit seiner Frau ab 1934 als Kurier den Exilgenossen der Sopade in der Tschechoslowakei zu und reiste mehrmals zu Treffen dorthin. Ab dem Jahr 1935 kooperierte das Ehepaar mit dem Bayrischen Grenzsekretariat der Sopade, das von Waldemar von Knoeringen geleitet wurde. Dabei wurde in Deutschland verbotene Literatur ausgetauscht und das Ehepaar verhalf auch mehreren Juden zur Flucht in die Tschechoslowakei. In München leitete Branz eine Widerstandsgruppe, die auch Verbindungen zu anderen Widerstandskreisen hielt – u. a. zu den Widerständlern von Neu Beginnen.
Am 3. Januar 1939 wurde Branz von der Gestapo festgenommen und wegen „illegalen Grenzübertritts“ zu mehreren Monaten Haft verurteilt. Branz wurde am 16. Oktober 1939 wegen Vorbereitung zum Hochverrat in das KZ Buchenwald eingewiesen, wo er bis zur Befreiung am 11. April 1945 gefangen war. Zunächst hatte er die Häftlingsnummer 7853 sowie später 3740 und wurde als Politisch Rückfälliger klassifiziert. In Buchenwald arbeitete Branz als Häftlingsbibliothekar in der Kommandanturbücherei. Branz war im April 1945 an der Überarbeitung des Buchenwalder Manifests beteiligt und Mitunterzeichner. Lotte Branz gab während der Inhaftierung ihres Ehemanns ihre Widerstandstätigkeit auf.
Nach der Befreiung vom Nationalsozialismus kehrte Branz nach München zurück, wo er in den Jahren 1945 bis 1948 dem Stadtrat angehörte und von 1948 bis 1956 der SPD-Fraktion im Stadtparlament vorstand. In den Jahren 1950 bis 1962 amtierte er als Direktor der Münchner Stadtbüchereien. Am 10. Januar 1946 wurde Branz zum Vizepräsidenten des Bayrischen Roten Kreuzes unter Josef Stürmann und Karl Scharnagl.

## Ehrungen
- 1955: Verdienstkreuz (Steckkreuz) der Bundesrepublik Deutschland
- Goldene Bürgermedaille der Landeshauptstadt München (1961)[7]